# Baja, Madžarska
Baja je mesto na Madžarskem, ki upravno spada pod podregijo Bajai Županije Bács-Kiskun.

## Pobratena mesta
- Argentan, Francija
- Sombor, Srbija
- Waiblingen, Nemčija
- Devizes, Združeno kraljestvo
- Hódmezővásárhely, Madžarska
- Târgu Mureș, Romunija
- Sângeorgiu de Pădure, Romunija
- Thisted, Danska
- Labin, Hrvaška